# 1989년 한국시리즈
1989년 프로야구 한국시리즈는 10월 26일부터 11월 1일까지 모두 5경기를 치러, 해태 타이거즈가 빙그레 이글스를 4승 1패로 꺾으며 통산 다섯 번째 우승과 함께 전인미답의 4연패를 달성했다. 한국시리즈 MVP에는 18타수7안타 3할7푼7리의 타율을 기록한 해태의 박철우가 선정되었는데 빙그레는 주축선수 한희민 이정훈이 부상으로 한동안 연습을 못해 힘이 더욱 떨어져  1차전 승리 이후 4연패했다.

## 정규 시즌
| 순위 | 구단   | 승 | 무 | 패 | 승률  | 승차 |
| ---- | ------ | -- | -- | -- | ----- | ---- |
| 1위  | 빙그레 | 71 | 3  | 46 | 0.604 | 0.0  |
| 2위  | 해태   | 65 | 4  | 51 | 0.558 | 5.5  |
| 3위  | 태평양 | 62 | 4  | 54 | 0.533 | 8.5  |
| 4위  | 삼성   | 57 | 5  | 58 | 0.496 | 13.0 |
| 5위  | OB     | 54 | 3  | 63 | 0.463 | 17.0 |
| 6위  | MBC    | 49 | 4  | 67 | 0.425 | 21.5 |
| 7위  | 롯데   | 48 | 5  | 67 | 0.421 | 22.0 |

## 플레이오프 결과
|               | 승리팀             | 경기 결과 | 상대팀             |
| ------------- | ------------------ | --------- | ------------------ |
| 준 플레이오프 | 태평양 돌핀스(3위) | 2 - 0 - 1 | 삼성 라이온즈(4위) |
| 플레이오프    | 해태 타이거즈(2위) | 3 - 0 - 0 | 태평양 돌핀스(3위) |

## 한국시리즈 경기 결과

### 1차전
10월 26일 - 대전한화생명이글스파크
| 팀                                                                                | 1 | 2 | 3 | 4 | 5 | 6 | 7 | 8 | 9 | R | H | E |
| 해태 타이거즈                                                                     | 0 | 0 | 0 | 0 | 0 | 0 | 0 | 0 | 0 | 0 | 6 | 1 |
| 빙그레 이글스                                                                     | 1 | 0 | 0 | 0 | 0 | 0 | 0 | 3 | X | 4 | 5 | 0 |
| 승리 투수: 이상군 패전 투수: 선동열 세이브: 한희민 홈런: 빙그레 – 이강돈(1회 1점) |   |   |   |   |   |   |   |   |   |   |   |   |

한국시리즈 1차전이 열린 대전구장. 양팀 선발은 선발로 선동열과 이상군을 예정했다. 이름값으로 봤을 때 봤을 때 선동열에 힘이 실렸지만 이상군은 89년 정규시즌에서 해태를 상대로 3승 1S를 거둔 호랑이 킬러 노릇을 했다는 점이 주효했다. 1회말 이강돈에게 큼지막한 홈런을 허용하며 흔들린 선동열은 8회 김상국에게 적시 2타점을 내주는 등 4실점(3자책)으로 팀의 0:4 완봉패를 헌납하는 원인을 제공했다.빙그레는 7.1이닝을 3안타 무실점으로 호투한 이상군에서 송진우를 거쳐 한희민에 이르기까지 3명의 투수를 동원, 해태를 6안타로 묶으며 첫 경기를 승리로 따냈다.

### 2차전
10월 27일 - 대전한화생명이글스파크
| 팀                                                 | 1 | 2 | 3 | 4 | 5 | 6 | 7 | 8 | 9 | R | H  | E |
| 해태 타이거즈                                      | 1 | 1 | 3 | 0 | 1 | 0 | 0 | 0 | 0 | 6 | 10 | 1 |
| 빙그레 이글스                                      | 4 | 0 | 0 | 0 | 0 | 0 | 0 | 0 | 0 | 4 | 10 | 3 |
| 승리 투수: 신동수 패전 투수: 송진우 세이브: 이강철 |   |   |   |   |   |   |   |   |   |   |    |   |

창단 이래 두 번째 한국시리즈 진출에서 첫판을 승리로 장식한 빙그레는 1회 공방에서 4 대 1로 리드, 2연승의 호기를 잡았다. 그러나 2회 1점을 내준 빙그레는 3회초 해태 공격 1사만루에서 백인호가 여지없는 병살타를 때렸으나 유격수 장종훈이 알을 까는 통한의 에러를 저질러 4 대 4 동점을 허용하고 계속된 1사1·3루에서 김종모에게 우익수 희생플라이를 맞아 5-4로 역전당했다. 해태는 5회초 바뀐 유격수 황대연(黃大淵)의 에러로 1점을 보태 6 대 4로 승리, 1승1패를 만들었다.

### 3차전
10월 29일 - 광주무등경기장 야구장
| 팀                                                 | 1 | 2 | 3 | 4 | 5 | 6 | 7 | 8 | 9 | R | H | E |
| 빙그레 이글스                                      | 0 | 0 | 0 | 0 | 0 | 0 | 0 | 0 | 0 | 0 | 5 | 0 |
| 해태 타이거즈                                      | 0 | 1 | 0 | 1 | 0 | 0 | 0 | 0 | X | 2 | 7 | 0 |
| 승리 투수: 문희수 패전 투수: 한희민 세이브: 선동열 |   |   |   |   |   |   |   |   |   |   |   |   |

이어진 3차전에서 두 팀은 선발로 문희수와 한희민을 내세웠다. 한희민은 유독 해태에 강한 전문 킬러로 통했었다. 예상대로 팽팽한 투수전으로 진행되던 경기는 결국 문희수가 7이닝을 2안타 무실점으로 막아내며 한국시리즈 3차전에서만 3년 연속 승리를 따내는 진기록을 수립하며 승리투수가 되었다.8회 무사1루에서 구원등판한 선동열은 9회초 무사2·3루의 동점 위기를 맞았으나 수위타자 고원부를 삼진, 유승안을 투수앞 땅볼, 강정길을 중견수 플라이로 잡아 승리를 지켰다.

### 4차전
10월 30일 - 광주무등경기장 야구장
| 팀 | 1 | 2 | 3 | 4 | 5 | 6 | 7 | 8 | 9 | R | H  | E |
| 빙그레 이글스 | 0 | 0 | 0 | 0 | 0 | 1 | 0 | 0 | 1 | 2 | 7  | 0 |
| 해태 타이거즈 | 0 | 0 | 2 | 1 | 0 | 2 | 0 | 1 | X | 6 | 10 | 0 |
| 승리 투수: 김정수 패전 투수: 이상군 세이브: 이강철 홈런: 빙그레 – 장종훈 (6회 1점) 해태 – 이순철(3회 2점), 한대화(4회 1점), 김성한(6회 2점, 8회 1점) |   |   |   |   |   |   |   |   |   |   |    |   |

4차전은 가을 사나이 김정수의 무대. 빙그레로선 지게 되면 마지막으로 몰릴 한판이었기에 더욱 거세게 도전해 왔지만 김정수는 노련한 볼배합으로 빙그레 타선을 5와 3분의 2이닝 동안 1실점으로 잘 막아 승리투수가 되었다. 그의 뒤를 받친 이강철은 큰 위기 없이 경기를 잘 마무리해 한국시리즈 2번째 세이브를 거두게 된다.해태는 장타력을 폭발시키며 6 대 2로 승리, 3승1패로 빙그레를 막판에 몰아넣었다. 이순철이 3회말 빙그레 선발 이상군을 좌월홈런으로 2점을 선제했고 한대화는 4회 솔로홈런, 김성한은 6회 2점, 8회 솔로 등 연타석홈런을 터뜨려 4개의 홈런만으로 6점을 뽑았다.

### 5차전
11월 1일 - 서울종합운동장 야구장
| 팀                                                                 | 1 | 2 | 3 | 4 | 5 | 6 | 7 | 8 | 9 | R | H | E |
| 해태 타이거즈                                                      | 2 | 0 | 2 | 1 | 0 | 0 | 0 | 0 | 0 | 5 | 9 | 0 |
| 빙그레 이글스                                                      | 0 | 1 | 0 | 0 | 0 | 0 | 0 | 0 | 0 | 1 | 5 | 1 |
| 승리 투수: 선동열 패전 투수: 한희민 홈런: 빙그레 – 전대영(2회 1점) |   |   |   |   |   |   |   |   |   |   |   |   |

해태에게 6차전은 없었다. 팀간 3승1패로 맞선 5차전. 해태는 2차전에서 팀 승리의 견인차 역할을 했던 신동수를 앞세워 빙그레 타선을 맞았다. 빙그레도 패하면 그대로 끝이었기에 뒤돌아 볼 여지 없이 한희민을 등판시켜 패권에 대한 강한 의지를 보였다.제 아무리 타이거즈 킬러라고 정평이 나있던 한희민도 이틀밖에 쉬지 않고 마운드에 올라 타이거즈를 대적하기에는 무리가 있었다.1회초 1사만루에서 한대화의 희생플라이와 백인호의 좌월 2루타로 번개처럼 2점을 선제한 해태는 3회초 박철우의 중월 2루타와 백인호의 스퀴즈번트로 2점을 보태는 등 9안타를 몰아쳐 5-1로 이겨 시리즈의 막을 내렸다.

## 방송 중계

### TV
| 방송 채널 | 캐스터(한국시리즈 차전)         | 해설위원 | 비고 |
| --------- | ------------------------------- | -------- | ---- |
| KBS 1TV   | 이세진(1), 정도영(3), 이세진(5) | 하일성   |      |
| MBC TV    | 김용(2), 불명(4)                | 김소식   |      |

### 라디오
KBS 제1라디오와 MBC 표준FM 전국공통 주파수에 맞춰 TV를 통해 수중계하였다.